# ماشین حساب عوضی
ماشین حساب عوضی (انگلیسی: The Computer Wore Tennis Shoes)یک فیلم کمدی آمریکایی است که در سال ۱۹۶۹ بازی کرت راسل و سزار رومئو توسط والت دیزنی تولید شده‌است و توسط شرکت بونا ویستا به عنوان جزئی از مجموعه آخرین خنده ۱۹۶۰ منتشر شده‌است.